# Ross Blyth
Ross Blyth (30 aprile 1961) è un ex sciatore alpino britannico.

## Biografia
Blyth ai XIII Giochi olimpici invernali di Lake Placid 1980, sua unica presenza olimpica, si classificò 28º nella discesa libera, 43º nello slalom gigante, 28º nello slalom speciale e 8º nella combinata valida soltanto ai fini dei Mondiali 1980; non ottenne piazzamenti in Coppa del Mondo.